# Uelzisches Armenessen
Das Uelzische Armenessen ist ein wohltätiges Fest anlässlich der Befreiung der Stadt Uelzen von der Besetzung der Celler Herzöge im Jahr 1397. Es wird als Benefizveranstaltung bis in die heutige Zeit gefeiert und ist damit eine der ältesten karitativen Veranstaltungen der Welt.

## Historischer Hintergrund
Am 26. Februar 1396 zogen die Celler Herzöge Heinrich, Friedrich und Bernhard von Braunschweig-Lüneburg in die Stadt Uelzen ein. Sie befanden sich auf der Rückkehr von der Doppelhochzeit ihrer Schwester Agnes mit dem mecklenburgischen Herzog Albrecht und Margarethe, deren Tochter aus vorangegangener Ehe, mit Albrechts Sohn Erich. Nach dem Einzug in Uelzen wurde der Stadtrat zunächst unter Arrest gestellt, bis schließlich die Waffen beschlagnahmt, die Stadttore zugemauert und besetzt wurden. Die Stadt war damit handlungsunfähig.
Ursache für die Besetzung der Stadt Uelzen ist der Lüneburger Erbfolgekrieg, der um die Nachfolge im Fürstentum Lüneburg ausgetragen wurde. Stark verschuldet gingen die Welfen als Sieger aus dem Streit hervor und mussten sich in der Folgezeit bei den zur Sate zusammengeschlossenen Ständen der Geistlichkeit, dem Adel und den Städten, neben Lüneburg und Hannover hierunter als drittes die Stadt Uelzen, erneut ein Darlehen gewähren lassen, für das sie im Gegenzug eine starke Einflussnahme auf die Regierungsgeschäfte zuließen.
Mit dem Überfall auf die Stadt Uelzen begann der Satekrieg, in dem die Welfen den Machtverlust militärisch zu korrigieren suchten. Von Uelzen aus wurden gezielt die Handelszüge nach Lüneburg angegriffen und die Schifffahrt auf der Ilmenau unterbunden. Es entstand damit eine Wirtschaftsblockade, die dem Handel empfindlich zusetzte. Die Hansestadt Uelzen musste unterdessen die Besatzung weiterhin erdulden und ersuchte die Hilfe anderer Hansestädte. Lübeck und Hamburg waren zur militärischen Hilfe bereit und zerstörten im Folgenden die welfische Festung Harburg, schufen eine neue Verbindung zwischen Ilmenau und Elbe und lösten den Belagerungsring um die Stadt Lüneburg auf. Im Sommer 1396 kam es darauf zum Waffenstillstand, und nach zähen Verhandlungen wurde der Krieg erst etwa ein Jahr später beendet.
Im Oktober 1397 entschlossen sich die Celleschen Herzöge nach weiteren Verhandlungen mit der Stadt Uelzen, diese wieder frei zu geben. Während sie der Stadt zu Beginn der Besatzung noch zugesichert hatten, Uelzen habe keine Kosten zu gewärtigen, ist anzunehmen, dass die Stadt durch Verpflegung und Beherbergung der Soldaten durchaus einen hohen finanziellen Aufwand hatte; darüber hinaus berichten einige Quellen davon, dass die Stadt sich durch einen hohen Betrag von den Herzögen freikaufen musste.
Nach über anderthalb Jahren war die Stadt Uelzen damit wieder frei. Obwohl die Belastungen der Besatzung immens gewesen sein müssen, sollte nun die Erleichterung im Lob Gottes für die wiedererlangte Freiheit kundgetan werden. Statt auf Rache zu sinnen, erließ die Stadt einen jährlichen Festakt, um Gott für die Befreiung zu danken und gleichzeitig die Ärmsten der Armen innerhalb der Stadt zu unterstützen.

## Historischer Festakt und Armenspeisung
Die erste Armenspeisung fand am Tag der Märtyrer Crispin und Crispian, also am 25. Oktober 1397 statt. Durch die Überlieferung des Uelzer Stadthistorikers Gustav Matthias ist der historische Ablauf des Festes in mittelniederdeutscher Sprache überliefert:
Dat uns unse stad und dor quid und vriej wart wedder antwordet, dar umme sint wi vorscreven radmanne endrechtliken des to rade worden, dat wi und unse nakomelinge, we de na tiden desser suluen stad radmann sint, willet und scullet to ewigen tiden in de ere des almechtighen godes, siner leven muder Marien, alle godeshilgen, besunderen sunte Crispini et Crispiniani, in erem dage mit des provestes willen singen laten de sculre und up den orghelen ene erlike missen van den sulven hilgen und laten ok kopen enen schapesbuc und zeden und dar to so vele brodes, als me des dar to behuvet, und gheven dat armen luden, de des bedorven, umme godes willen.
In der neuhochdeutschen Übertragung lautet der Text:
Weil uns unsere Stadt und unser Stadttor wieder überantwortet wurden, darum sind wir Ratmänner übereingekommen, daß wir und unsere Nachkommen, die nach uns dieser Stadt Ratmänner sein werden, für ewige Zeiten zur Ehre des allmächtigen Gottes, seiner lieben Mutter Maria, aller Heiligen Gottes, besonders St. Crispin und Crispinian, an ihrem Tage mit der Zustimmung des Propstes eine herrliche Messe mit Chor und Orgel zu Ehren dieser Heiligen singen lassen wollen. Auch wollen wir einen Schafsbock kaufen und sieden lassen und außerdem soviel Brot [nehmen], wie man dazu braucht, und dieses armen Leuten geben, die dessen bedürfen, um Gottes willen.

## Uelzisches Armenessen in der Neuzeit
Das Uelzische Armenessen wird bis in die heutige Zeit jährlich am letzten Oktoberwochenende gefeiert und ist damit eine der ältesten karitativen Veranstaltungen der Welt. Seit 1996 übernimmt der Verein Historisches Uelzen auf Initiative des Uelzer Bürgers und Vereinsmitbegründers Ludwig König die Ausführung des Festes, das sich grundsätzlich an den durch den Stadtrat 1397 festgesetzten Ablauf hält, heute aber in Form einer Benefizveranstaltung gefeiert wird: Zunächst wird das Fest mit einem durch den Propst der Stadt Uelzen gehaltenen Gottesdienst eröffnet, der von Chor und Orgelspiel begleitet wird. Im Anschluss gibt es einen Festakt mit einem ausgewählten Redner, musikalischer Begleitung und schließlich nicht der ursprünglichen Armenspeisung, sondern einem Abendessen, das aus einem Kartoffel-Eintopf und dazu gereichtem Brot besteht. Seit 2017 steht die Veranstaltung unter der Schirmherrschaft des Worthaltenden Bürgermeisters der Hansestadt Uelzen sowie SKH Heinrich Prinz von Hannover.
Die gesammelten Spenden werden an karitative Einrichtungen weitergereicht. In den vergangenen Jahren wurden maßgeblich z. B. die Tagesstätte für alleinstehende Wohnsitzlose unterstützt und Essenspakete für die Herberge zur Heimat finanziert. Seit 2018 werden auch die Bahnhofsmission und der Mittagstisch der Johanniter in Uelzen mit Spenden bedacht. Damit kommt der Erlös auch heute noch den Ärmsten der Armen in der Stadt zugute.
Begleitend zum Armenessen erscheint beim Verein Historisches Uelzen e.V. Literatur mit historischem Bezug zur Stadt Uelzen in Form der Weißen Reihe.